# Перевернуті знаки питання й оклику
Перевернуті знаки питання (¿) та оклику (¡) — знаки пунктуації, якими починаються, відповідно, питальні й окличні речення на письмі в деяких мовах. Широко використовується в іспанській мові та інколи в деяких інших, зв'язаних з нею походженням, наприклад в старих стандартах галісійської (нині це допустимо, але не рекомендовано) чи каталанської. Вони також можуть бути скомбіновані кількома шляхами для вираження поєднання запитання з подивом чи недовірою. Початкові знаки зазвичай віддзеркалюються у кінці речення звичайними знаками питання й оклику (?, !), що використовуються в більшості мов європейського походження. Також слід зауважити, що перевернуті знаки розміщуються нижче звичайних, тобто виходять за нижню лінію рядка.
Перевернуті знаки вперше були запропоновані Королівською академією іспанської мови (ісп. Real Academia Española) 1754 року та прийняті протягом наступного сторіччя.
У комп'ютерах перевернені знаки підтримуються різними стандартами, включаючи ISO 8859-1, Юнікод та HTML. Їх можна задати безпосередньо з клавіатур, призначених для використання в іспаномовних країнах або через альтернативні методи на інших клавіатурах.
Позначення символів у HTML — &iquest; (¿) та &iexcl; (¡).